# Ац, Габриэл Фернандо
Габриэ́л Ферна́ндо Ац (порт. Gabriel Fernando Atz; 4 августа 1981, Портан, Риу-Гранди-ду-Сул, Бразилия) — бразильский футболист, защитник.

## Биография
Воспитанник «Гремио», где и начал профессиональную карьеру. В 2002 году уехал в Европу, присоединившись к португальской «Лейрии».
Летом 2006 года перешёл в «Рубин», подписав контракт до 2009 года. В сезоне 2008 года потерял место в основе казанского клуба, сыграв лишь один матч в первом круге, и летом был отдан в аренду в «Химки», а на следующий год — в испанский «Химнастик», выступающий в Сегунде.
В январе 2010 года перешёл в болгарский «Черноморец» из Бургаса. В дальнейшем вернулся на родину, где играл за СЭР Кашиас и «Пелотас».
В январе 2014 года заключил контракт с клубом «Лажеаденсе» из города Лажеаду. В команде дебютировал 19 января в матче против клуба «Пасу-Фунду». В следующем туре Габриэл забил гол ворота «Гремио», сравняв счёт, но в конце встречи хозяева поля вырвали победу — 2:1. В 4-м туре Ац получил травму в матче с «Пелотас» и выбыл на долгое время. В сезоне 2017/18 играл за португальский клуб «Эштаррежа», где и завершил карьеру игрока.

## Достижения
- Чемпион России (2): 2008, 2009
- Серебряный призёр Лиги Гаушу: 2012